# East Sonora
East Sonora és una població dels Estats Units a l'estat de Califòrnia. Segons el cens del 2000 tenia 2.078 habitants.

## Demografia
Segons el cens del 2000, East Sonora tenia 2.078 habitants, 1.064 habitatges, i 600 famílies. La densitat de població era de 311 habitants/km².
Dels 1.064 habitatges en un 15,4% hi vivien nens de menys de 18 anys, en un 46,3% hi vivien parelles casades, en un 7% dones solteres, i en un 43,6% no eren unitats familiars. En el 39,8% dels habitatges hi vivien persones soles el 30,3% de les quals corresponia a persones de 65 anys o més que vivien soles. El nombre mitjà de persones vivint en cada habitatge era d'1,94 i el nombre mitjà de persones que vivien en cada família era de 2,53.
Per edats la població es repartia de la següent manera: un 15% tenia menys de 18 anys, un 3,5% entre 18 i 24, un 14,9% entre 25 i 44, un 23,9% de 45 a 60 i un 42,7% 65 anys o més.
L'edat mediana era de 60 anys. Per cada 100 dones de 18 o més anys hi havia 77,2 homes.
La renda mediana per habitatge era de 34.922 $ i la renda mediana per família de 50.222 $. Els homes tenien una renda mediana de 46.250 $ mentre que les dones 23.250 $. La renda per capita de la població era de 23.254 $. Entorn del 2,8% de les famílies i el 5,4% de la població estaven per davall del llindar de pobresa.

## Poblacions més properes
El següent diagrama mostra les poblacions més properes.